# Región de Fez-Mequinez
Fez-Mequinez (en árabe: فاس-مكناس‎; en francés: Fès-Meknès), conocida también como región Saiss, es una de las doce regiones de Marruecos. Cubre un área de 47 705 km² y tiene una población de 4 236 892 habitantes, según el censo marroquí de 2014. La capital de la región es Fez.

## Historia
Fez-Mequinez fue creada en septiembre de 2015 al unir la antigua región de Fez-Bulmán, la prefectura de Mequinez, las provincias de El Hayeb e Ifrane —anteriormente parte de la región de Mequinez-Tafilalet— y las provincias de Taunat y Taza —anteriormente parte de la región de Taza-Alhucemas-Taunat.

## Geografía
Fez-Mequinez está situada en el norte del país, limitando al norte con Tánger-Tetuán-Alhucemas, al este con La Oriental, al sur con Draa-Tafilalet, al suroeste con Beni Melal-Jenifra y al oeste con Rabat-Salé-Kenitra. 

### Subdivisiones
Fez-Mequinez comprende siete provincias y dos prefecturas:
- Provincia de El Hayeb
- Provincia de Ifrane
- Provincia de Sefrou
- Provincia de Mulay Yacub
- Provincia de Taza
- Provincia de Taunat
- Provincia de Bulmán
- Prefectura de Mequinez
- Prefectura de Fez